# 汉斯·斯瓦洛夫斯基

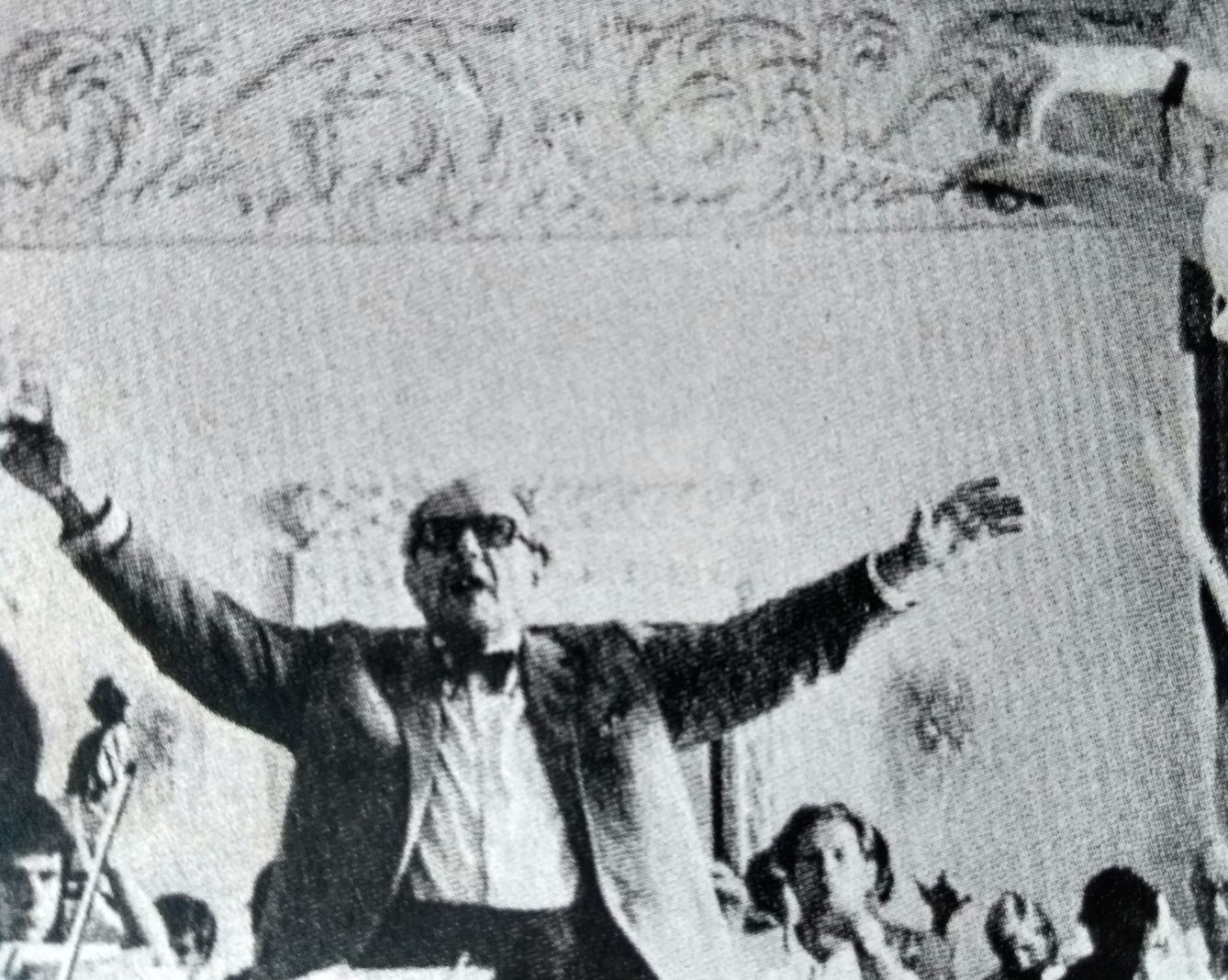
汉斯·斯瓦洛夫斯基，1972年

汉斯·斯瓦洛夫斯基（德語：Hans Swarowsky，1899年9月16日—1975年9月10日），奥地利指挥家，曾任维也纳音乐与表演艺术大学教授。
斯瓦洛夫斯基是小節句（德語：Taktgruppe）分析與理論的重要人物，對於後世音樂理論及分析有相當之影響。

## 生平
汉斯·斯瓦洛夫斯基来自于维也纳的一个犹太富商家庭，出生于布达佩斯，曾在维也纳大学学习艺术史和哲学。1920年起，他曾先后跟作曲家勋伯格、韦伯恩学习音乐理论，并随魏因加特纳、理查·斯特劳斯和克劳斯等学习指挥。做了一段时间声乐教师之后，斯瓦洛夫斯基先后辗转维也纳人民歌剧院、斯图加特国立剧院、格拉罗伊斯剧院、汉堡国立歌剧院、柏林国立歌剧院等地担任指挥。1936年，斯瓦洛夫斯基被禁止工作，流放至苏黎世。在苏黎世歌剧院工作四年后（1937－1940年），斯瓦洛夫斯基在理查·斯特劳斯和克劳斯的庇护下返回纳粹德国，他曾参与歌剧《随想曲》的剧本创作，把许多较老的歌剧文本翻译成德语，并曾任萨尔茨堡音乐节的艺术顾问（1940－1944年）。1944至1945年1月间，斯瓦洛夫斯基在纳粹占领的波兰克拉科夫担任波兰总督府下属乐团的首席指挥。
二战结束后，斯瓦洛夫斯基曾短期被美国军事政府列为针对艺术界人士去纳粹化的“黑名单”。战争的动荡过后，斯瓦洛夫斯基的职业生涯终于逐渐稳定下来，先后担任维也纳交响乐团首席指挥（1946－1947年）、格拉茨歌剧院总监（1947－1950年）、皇家苏格兰国家管弦乐团首席指挥（1957－1959年）。1946年起，斯瓦洛夫斯基在维也纳音乐与表演艺术大学担任指挥系教授，培养出了一大批杰出的指挥家，包括：克劳迪奥·阿巴多、费舍尔·伊万、马里斯·扬颂斯、 赫苏斯·洛佩斯-科沃斯、祖宾·梅塔、海因里希·席夫、朱塞佩·西诺波利、布魯諾·懷爾等等。
1972年，斯瓦洛夫斯基与捷克爱乐乐团合作录制马勒第四交响曲之后中风。1975年9月10日，斯瓦洛夫斯基逝世于萨尔斯堡，后安葬在维也纳中央公墓。

## 外部連結
- 汉斯·斯瓦洛夫斯基的Discogs页面（英文）
- 汉斯·斯瓦洛夫斯基在Allmusic上的頁面
- 汉斯·斯瓦洛夫斯基（德国国家图书馆目录相关文献）
- Bach Cantatas网站上的汉斯·斯瓦洛夫斯基 （页面存档备份，存于）
- 汉斯·斯瓦洛夫斯基在互联网电影资料库（IMDb）上的資料（英文）